# Heimo Hietarinta
Heimo Hietarinta (ur. 7 lipca 1916 w Piikkiö, zm. 10 września 1983) – fiński kierowca wyścigowy.

## Biografia
Ścigał się w Finlandii i Szwecji, głównie w latach 50., kiedy to rywalizował Cooperem. W 1954 roku był dziesiąty w Helsinkach. W sezonie 1956 zajął piąte miejsce w Helsinkach, a także drugie i pierwsze w Turku. W maju 1957 roku był trzeci w Helsinkach, za Curtem Lincolnem i André Loensem. W sierpniu wraz z Lincolnem zajął Ferrari 500 TRC dziewiąte miejsce w Grand Prix Szwecji. Rok później wygrał zawody w Turku i został pierwszym mistrzem Fińskiej Formuły 3. W sezonie 1959 był drugi (zwycięstwa w Vaasie i Turku), zaś w roku 1960 zwyciężył trzykrotnie i ponownie zdobył mistrzostwo Fińskiej Formuły 3. W 1965 roku był siódmy w zawodach Artukainen.